# A sátáni versek
A sátáni versek Salman Rushdie 1988-ban megjelent regénye, melyet részben Mohamed próféta élete inspirált. Korábbi könyveihez hasonlóan az író a mágikus realizmust használta fel, és a kortárs eseményekre és emberekre támaszkodott karaktereinek megalkotásában.
A mű azonnal széles körű tiltakozást váltott ki, mert a muszlim közösség istenkáromlásnak minősítette egyes részeit. India volt az első ország, amelyik betiltotta a könyvet, a muszlimok elleni uszítás miatt. Ruholláh Homeini iráni vezető Rushdie megölésére szólított fel.
A regény címe utalás egy hagyományra, amelyről Mohamed legkorábbi megmaradt életrajzában is olvashatunk. A hagyomány szerint Mohamed, mozgalmának kezdetén, közeledni akart a még politeista mekkai oligarchiához, és jelenlétükben recitálta az 53. szúrát, ám a 19-20. verseknél („Mit gondoltok al-Látról és al-'Uzzáról, és a másikról: a harmadik Manátról?”) a „sátán a nyelvére tette” a következő verset: „Ezek magasságos hattyúk, közbenjárásukban reménykedni lehet”. Ez a politikailag hasznos kiegészítés azonban ellentétes az iszlám szigorú monoteizmusával, ezért a későbbiekben Mohamed eltörölte, és helyette a Koránban már az egyistenhit mellett érvel: „Ezek nevek csupán...” Ezeket a kimaradt verseket nevezik „sátáni verseknek”.
A könyv kilenc fejezetből áll, melyek közül egyik-másik további alfejezetekre bomlik, ezeket Rushdie már nem nevezte el, egyszerű számokkal történik megkülönböztetésük. A szövegben számos Korán-idézet szerepel és egy Daniel Defoe-idézettel nyit.

## A regény tartalma
A regény elején szikh szeparatisták eltérítenek egy repülőgépet, amely Indiából Nagy-Britanniába tart. Ezután leszállnak a géppel, és sok utast hónapokra túszul ejtenek, de miután a tárgyalások kudarcot vallanak, felszállásra kényszerítik a gépet és felrobbantják a La Manche csatorna felett. 
Míg a gépen mindenki más meghal, Farishta és Chamcha varázslatosan megmenekül. Egy csodálatos átalakulás során Farishta Gábriel arkangyal (akit Gibreelként emlegetnek),
A két főszereplő csodálatos módon túléli a zuhanást. Földet érésükkor „újjászületnek”: az indiai (elsősorban vallásos témájú) filmekben játszó Gibreel Farishta angyali glóriát növeszt, míg az elangolosodott, elsősorban mesteri szinkronhangjából élő Saladin Chamcha homlokán szarvak jelennek meg, és külső megjelenésében egyre jobban hasonlítani kezd az Ördögre.
A könyv a mágikus realizmus stílusjegyeit hordozza. A cselekmény nem követi az időrendet: a háttér eseményeit csak jóval később tudjuk meg, ide-oda ugrálunk a jelen, a múlt, a sokkos Gibreel víziói, amikben saját magát Gábriel arkangyalként látja, és Saladin pokoljárása között. Valóság elkeveredik a képzelettel, míg Farishta bevándorló szerelme önfeláldozó küzdelmet folytat kedvese szellemi épségéért. Saladin pedig, a saját maga és mások gyűlöletétől kínozva, végül ott találja meg a harmóniát, ahol a legkevésbé várná.
A sátáni versek fülszövege szerint arról szól, hogy a jó és rossz édes útitársak, elválaszthatatlan kebelbarátok, hogy a világ nem fekete-fehér, igen-nem. A fátyolról, mely mögé halandónak nincs betekintése. A vallás zászlaját alantas indokból lobogtatókról. Arról is, hogy ha létezik pokol, tömve van Isten nevében acsarkodó, gyilkos indulatú fanatikusokkal, és hogy állandó csúcsforgalom van a jó szándékkal kikövezett utakon. Szól a keleti és nyugati világ közti vergődésről, az egyéniség tehetetlen dühű feszengéseiről, de mindenekfelett a megváltó és átkozott, istenes, istentelen, kín-gyönyörűséges szerelemről.
Mindenképpen megemlítendő a regénnyel kapcsolatban, hogy első és legfőbb ihletőjeként Rushdie a Mester és Margaritát aposztrofálta. Bulgakov hatása nem csupán a cselekményen (de természetesen legfőképpen azon) érezhető.

## Főbb szereplők
A könyv, mint Rushdie több más írása is, Angliában élő indiaiakról szól, ill. visszatérésükről szülőhazájukba. A két ország közötti híd pedig a Bostan nevű utasszállító repülőgép, az Air India menetrend szerinti járata, ami a Paradicsom egyik kertjéről kapta nevét, és amit felszállása után szélsőséges szikh terroristák kerítettek hatalmukba.

### Gibreel Farishta
Színész, állampolgársága szerint indiai, eredeti neve Ismail Najmuddin. Hazájában rendkívüli népszerűségre tett szert vallásos témájú filmjeivel. A lehelete hírhedt a partnernői között, ugyanis iszonyú szájszaga van. Tizenöt éven keresztül volt a bombayi filmek legfényesebb csillaga, még mielőtt szeszélyes eltűnésével tönkretette a Fantombogár forgatását. Hiába keresték rendőri erőkkel is, csak egy rejtélyes üzenetet találtak a Malabar-hegyen álló felhőkarcoló legfelső emeletén, Gibreel agglegénylakásán:
Levegő teremtmények vagyunk, Álmokban gyökerezünk, Miképp a felhők, azonképpen, Reptünkben újjászületünk, isten veletek!
Gibreel valójában nem lett öngyilkos, mint ahogy az üzenet sejteti, hanem egyszerűen felszállt a Bostan nevű repülőgépre, hogy eljusson a szép angol nőhöz, Alleluia Cone-hoz, aki rabul ejtette a szívét.
Ismail gyerekkorában az apja mellett mint ebédkihordó dolgozott. Kiskamasz korában anyját, Naima Najmuddint elütötte egy busz. Apjával a munkába temették bánatukat, aki aztán a megfeszített tempótól szívrohamot kapott Gibreel 19 éves korában, épp mikor kinevezték szervezőnek. A majdnem nagykorú árvát Babasaheb Mhatre, egy befolyásos üzletember vette pártfogásába, aki aztán 21 éves korára összehozta neki az első aprócska filmszerepet is.
Mhatre felesége tulajdon fiaként szerette Ismailt, és átplántálta belé a reinkarnációba vetett mély hitét.
A Gibreel Farishta művésznevet anyja tiszteletére választotta, aki angyalkának becézgette (mint Gábriel arkangyal, valamint lásd még a farishta szó „bájos”, „kedves” jelentését). A nagy áttörést D. W. Rama filmje hozta meg neki, aki Ganesh (vagyis magyarul Ganésa) isten történetét adaptálta volna vászonra, azonban egyetlen addigi sztár sem fogadta el a főszerepet, amit teljes egészében elefántmaszkban kellett játszani. A sikerrel jött a pénz és a nők, köztük Rekha Merchant. A sztár olyan titokban bonyolította a légyottjait, hogy az aggódó Mhatre meggyanúsította: „talán homoszexuális”, ám Gibreel mosolyogva biztosította, mi sem áll tőle távolabb, ő sosem tenne ilyet. Mhatre azt tanácsolta, hogy állapodjon meg mihamarabb egy tisztességes asszony mellett, de Gibreel képtelen volt erre.
Amikor Gibreel a Kanya Kumari környékén forgatott, egy angol kaszkadőr ütését követően összeesett, és súlyos belső vérzésekkel kórházba szállították. Hét napig vérzett, közben magában imádkozott és Allah segítségéért könyörgött, később pedig dühöngeni kezdett. Mikor a gondolatmenete eljutott odáig, hogy nincs szüksége Allahra, a betegség lefolyása más irányt vett. Csakhamar lábra állt és első cselekedete volt a vallási előírásokra fittyet hányva bevacsorázni egy hatalmas adag disznóhúst. Ekkor látta meg a szőke Allie-t. Három napot töltöttek együtt, ami elég volt ahhoz, hogy miután Allie hazaindult Londonba, Gibreel is hátat fordítson Indiának, és mint egy egyszerű utas, Ismail Najmuddin, a Bostan fedélzetére lépjen.

### Rekha Merchant
Gibreel Farishta egyik szeretője volt a sok közül, közvetlenül az ő lakása alatt lakott. Tizenhárom éve férjezett, dúsgazdag és anyagilag független. Gibrel nem szerette Rekhát és nem volt hűséges hozzá.
A színész eltűnését követően Rekha két lányát és kisfiát lelökte a felhőkarcoló tetejéről, majd maga is utánuk ugrott. Ő is hagyott hátra egy röpke búcsúlevelet:
Sok-sok éve már, hogy gyávaságból férjhez mentem. Most valami bátor dolgot fogok tenni.
Szelleme repülőszőnyegen szegődik a bolyongó Gibreel nyomába, és lépten-nyomon kísértésekkel zaklatja.

### Saladin Chamcha
Eredeti neve Salahuddin Chamchawala. A dúsgazdag muzulmán Changez Chamchawala, a filantróp nőcsábász, az ország legnagyobb műtrágyakereskedőjének, a hazafias mozgalom fáklyájának egyszülött fia.
Atyjával sosem alakult ki jó kapcsolata, a öreg túl energikus és öntörvényű volt, semmibe vette a fiú igényeit és véleményét egyaránt, aki egyre türelmetlenebb lett a poros, trágár Bombayben. Nem szerette a transzvesztitákat, a moziimádókat és a járdán alvókat, nyugatra vágyakozott. Tizenhárom éves korában, mikor dajkája, Kasturba, nem figyelt, elkóborolt, és egy ágyékkötős, csontsovány férfi szexuálisan zaklatta. Soha senkinek nem beszélt az esetről.
Mikor apja váratlanul felajánlotta neki az angliai oktatás lehetőségét, Salahuddin kapva kapott az alkalmon. A rendkívül jóképű indiai ifjú származásából adódóan számos nehézséggel kellett megbirkózzon Londonban, és apja semmit nem tett, hogy megkönnyítse a helyzetét. A kettejük közötti feszültség nőttön nőtt.
– Mondd meg a fiadnak – zúdult Changez Nasreenre –, ha azért ment külföldre, hogy megtanulja lebecsülni a saját fajtáját, akkor a saját fajtája csak megvetni tudja. Hát kicsoda ő? Rangrejtett lelenc, nagy maharadzsa? Ez a sorsom: hogy elveszítsem a fiamat, és harsány különcöt kapjak cserébe?
– Drága apám, akármi vagyok is – közölte Saladin –, tőled tanultam. Neked köszönhetem.
Saladin felsőfokú tanulmányainak végén megszerezte az állampolgárságot, Londonban maradt és színészi munka után nézett, míg apja újra megnősült és egyre inkább a természetfeletti felé fordult.
Saladin Chamcha, immár új nevén, angol akcentussal törve anyanyelvét, a hatvanas évek vége előtt öt és fél nappal ismerte meg későbbi feleségét, Pamela Lovelace-t, hogy aztán két kerek évig sóvárogjon utána. Kapcsolatuk az esküvőt követően sem volt zökkenőmentes, Pamelát nyomasztotta szülei kettős öngyilkosságának terhe, ezért önbizalomhiánnyal küszködött, és sokszor volt depressziós. Sosem lett gyermekük, és amikor Saladin egy szerep kedvéért Bombay-be utazott, házasságuk már a végét járta. Saladin a földet éréstől számított 48 órán belül ágyba bújt Zeeny Vakillal, egy kiválóan képzett doktornővel, aki mellesleg könyvet írt az indiai művészetek eklektikusságáról, amiben bírálta a hindu fundamentalizmust. Ő volt az első indiai nő, akivel lefeküdt. Saladin pár napos együttlétük alatt késhegyig menő vitákba bonyolódott vele a hitről és a hazafiasságról.
A sors úgy hozta, hogy a visszaúton Saladin is a Bostan fedélzetére szálljon.

### Alleluia Cone
A könyvben szereplő profi sportolónő az 1980-as évek ideáljainak egyike, aki megmászta a Mount Everestet. Allie oxigénpalack nélkül tette meg a csúcsra vezető utolsó pár métert is, aminek során valószínűleg agykárosodást szenvedett, de legalábbis nem szűnő látomásai vannak, főszerepükben egy elhunyt hegymászó, Maurice Wilson szellemével.
Szülei varsói menekültekként érkeztek Londonba. Apja, Otto Cone (művészettörténész, Francis Picabia életrajzírója) angolosította a nevüket az eredeti Cohen-ről. Otto Angliában hátat fordított a múltnak, nem olvasott több lengyel irodalmat, mert úgy vélte, anyanyelvét bemocskolta a történelem.
– Tudod miért mentem fel oda? Mi volt az igazi ok? Ne nevess: hogy elmeneküljek jótól, gonosztól, mindenestől magam mögött hagyjam őket.
Gibreel nem nevetett.
– Szerinted a hegyek minden erkölcsi ítélet felett állnak? – kérdezett közbe komolyan.

## Miért a halálos fatva?
A sátáni versekre, ezekre a Koránból kifésült szövegekre való utalás a könyv címében és tartalmában nem magyarázza a súlyos ítéletet. Rushdie a fentebb idézett apokrif történetekkel kapcsolatban nem is foglal állást, Mohamed prófétát nem is nevezi nevén. Kétségtelen, hogy a mű stílusa és cselekménye felháborító lehet a muszlimok számára, de ez a bűn nem halálos. Ruholláh Homeini ajatollaht és forradalmát viszont megsérti Rushdie:
Az emberek lassan, egyenletes sebességgel haladnak [...]. Hetven egy vonalban [...] a kapunál udvari gárdisták várakoznak [...] lövésre kész géppuska a kézben. Az emberek csak kaptatnak felfele a lejtőn, neki a puskáknak; hetvenen egyszerre érnek lőtávolba; fegyvercsövek dördülnek [...] ők pedig meghalnak, [...] aztán a következő hetven mászik a holttesteken át [...] a hullahegy vastagszik [...] elfátyolozott anyák biztatják [...] szeretett fiaikat. Menj [...] halj meg!
– Látod, hogy szeretnek? – [kérdezi az Imám.]
– Ez nem szeretet – [válaszol a szerző.] – Ez gyűlölet.
[...]
– Szeretnek – szól az Imám. – Mert olyan vagyok nekik, mint a víz. Én vagyok a termékenység [...].

Elhallgat, mert [...] az ostromlók a puskásokhoz érnek. [...] a felkelt tömegek óriáskígyója [...] kiszorítja az őrökből a szuszt [...].
A  Homeini ajatollah vezette iráni felkelést Rushdie egy őrült, önimádó, vérszomjas tömeghipnotizőr attrakciójaként ábrázolja.

## Magyar nyelvű kiadások
Bár a mű az 1990-es évek elején már megjelent Magyarországon kalózkiadásban, a hivatalos magyar nyelvű kiadás sokáig váratott magára. Rushdie első magyarországi kiadója, az Európa Könyvkiadó sokáig visszautasította a regény megjelentetését, arra hivatkozva, hogy szerintük művészileg nem éri el azt a szintet, ami indokolná kiadását. Sokan ugyanakkor attól féltek, hogy ha megjelentetik a könyvet, akkor itt is ugyanolyan események várhatóak, mint más országokban, ahol egyebek között megölték a fordítókat, vagy megtámadták a könyvet megjelentető kiadók székházait. Végül anonimitást kérő személyek Konzorcium Kiadó néven 2004-ben elkészítették a magyar kiadást, részletes fordítói jegyzetekkel ellátva. A 2014-es kiadásban már szerepel a fordító neve.
- Sátáni versek; Konzorcium, Budapest, 2004
- A sátáni versek; fordította: Greskovits Endre; Ulpius-ház, Budapest, 2014

## A mű fogadtatása
A mű 1988. szeptemberi megjelenése tiltakozások és erőszakos cselekmények sorozatát váltotta ki a muszlimok részéről.
Ruholláh Homeini ajatollah, Irán vallási vezetője kiközösítette és halálra ítélte az írót. 1989. február 14-én az iráni rádióban a következő fatvát hirdette ki:
„Értesítem a büszke muszlimokat, hogy A sátáni versek szerzőjét és mindenkit, aki részt vett a könyv kiadásában, bár ismerte a tartalmát, mivel a könyv az iszlám, a Próféta és a Korán ellen való, halálra ítélem."
Különféle magánszervezetek vérdíjat tűztek ki az íróra, amelyet többször is megemeltek, legutóbb 2016 februárjában.
A történetet a muszlimok többsége nyugtalanítónak találja és nem fogadja el, azzal az indokkal, hogy csak egy mítosz. Sok muszlim tanító arra hivatkozva utasítja el, hogy történelmileg valószínűtlen és gyengén dokumentált.
1991. július 13-án Hitoshi Igarashit, Rushdie japán fordítóját egy takarítónő holtan találta azon a Tokió közeli főiskolai kampuszon, ahol tanított. 1991. július 3-án tíz nappal Igarashi meggyilkolása előtt Rushdie olasz fordítóját, Ettore Capriolót egy támadó több késszúrással súlyosan megsebesítette otthonában. William Nygaard, a Sátáni versek norvég kiadója 1993. október 11-én Oslóban életveszélyesen megsérült, amikor egy támadó háromszor hátba lőtte. Nygaard túlélte, de hónapokat töltött kórházban. A könyv török fordítója, Aziz Nesin volt a célpontja annak a gyújtogató tömegnek, amely 1993. július 2-án, a pénteki ima után felgyújtotta a Madimak Hotelt Sivasban, Törökországban, és megöltek 37 embert, főként alevita tudósokat, költőket és zenészeket. Nesin megmenekült, mert a fundamentalista tömeg a támadás elején nem ismerte fel őt. A szivasi mészárlás néven ismert eseményre az alevita törökök évente összegyűlnek és megemlékeznek Sivasban, néma felvonulásokat,  virrasztásokat tartanak a meggyilkoltak emlékére.
2012 szeptemberében Rushdie kétségét fejezte ki, hogy  az 1988-ban megjelent művét ma a „félelem és idegesség légköre” miatt kiadnák. 
2016 márciusában a PEN America arról számolt be, hogy a Rushdie-fatvára kitűzött vérdíjat 600 000 dollárral (430 000 font) megemelték. A vezető iráni média járult hozzá ehhez az összeghez, hozzáadva a már felajánlott 2,8 millió dollárhoz. Válaszul az irodalmi Nobel-díjat odaítélő Svéd Akadémia elítélte a kihírdetett halálos ítéletet és azt „a szólásszabadság súlyos megsértésének” nevezte. Ez volt az első alkalom, hogy a megjelenés óta nyilatkoztak az ügyben.
Rushdie ellen 2022. augusztus 12-én gyilkossági kísérletet hajtott végre egy vélhetően síita szimpatizáns férfi, Hadi Matar az Egyesült Államokban. Az író súlyosan megsérült, a támadó körülbelül tizenötször szúrta meg, ennek ellenére Rushdie túlélte a gyilkossági kísérletet.

## Fordítás
Ez a szócikk részben vagy egészben  a   The Satanic Verses című angol Wikipédia-szócikk ezen változatának fordításán alapul.  Az eredeti cikk szerkesztőit annak laptörténete sorolja fel. Ez a jelzés csupán a megfogalmazás eredetét és a szerzői jogokat jelzi, nem szolgál a cikkben szereplő információk forrásmegjelöléseként.